# Jakubowice (gromada w powiecie sandomierskim)
Jakubowice – dawna gromada, czyli najmniejsza jednostka podziału terytorialnego Polskiej Rzeczypospolitej Ludowej w latach 1954–1972.
Gromady, z gromadzkimi radami narodowymi (GRN) jako organami władzy najniższego stopnia na wsi, funkcjonowały od reformy reorganizującej administrację wiejską przeprowadzonej jesienią 1954 do momentu ich zniesienia z dniem 1 stycznia 1973, tym samym wypierając organizację gminną w latach 1954–1972.
Gromadę Jakubowice z siedzibą GRN w Jakubowicach utworzono – jako jedną z 8759 gromad na obszarze Polski – w powiecie opatowskim w woj. kieleckim, na mocy uchwały nr 13f/54 WRN w Kielcach z dnia 29 września 1954. W skład jednostki weszły obszary dotychczasowych gromad Grochowice, Jakubowice, Janowice i Przybysławice ze zniesionej gminy Ożarów oraz Binkowice i Prusy ze zniesionej gminy Czyżów Szlachecki w tymże powiecie. Dla gromady ustalono 17 członków gromadzkiej rady narodowej.
31 grudnia 1959 z gromady Jakubowice wyłączono wieś Grochocice i kolonię Góry Janowskie włączając je do gromady Bidziny.
31 grudnia 1961 do gromady Jakubowice przyłączono obszar zniesionej gromady Sobótka, równocześnie włączając gromadę Jakubowice do powiatu sandomierskiego w tymże województwie.
Gromada przetrwała do końca 1972 roku, czyli do kolejnej reformy gminnej.